# Real Club Deportivo Mallorca 1998-1999
Questa voce raccoglie le informazioni riguardanti il Real Club Deportivo Mallorca nelle competizioni ufficiali della stagione 1998-1999.

## Maglie e sponsor
| Casa | Trasferta |

Sponsor ufficiale: Spanair
Fornitore tecnico: Kelme

## Rosa
| N. |                       | Ruolo | Calciatore      |
| -- | --------------------- | ----- | --------------- |
| 1  | Spagna (bandiera)     | P     | César Gálvez    |
| 2  | Argentina (bandiera)  | D     | Mauricio Pineda |
| 3  | Spagna (bandiera)     | D     | Miquel Soler    |
| 4  | Argentina (bandiera)  | D     | Gustavo Siviero |
| 5  | Spagna (bandiera)     | D     | Marcelino Elena |
| 6  | Spagna (bandiera)     | D     | Paco            |
| 7  | Spagna (bandiera)     | D     | Lluís Carreras  |
| 8  | Spagna (bandiera)     | A     | Carlitos        |
| 9  | Spagna (bandiera)     | A     | Dani            |
| 10 | Argentina (bandiera)  | C     | Ariel Ibagaza   |
| 11 | Jugoslavia (bandiera) | C     | Jovan Stanković |
| 12 | Camerun (bandiera)    | D     | Lauren          |

| N. |                       | Ruolo | Calciatore                 |
| -- | --------------------- | ----- | -------------------------- |
| 13 | Argentina (bandiera)  | P     | Carlos Roa                 |
| 14 | Spagna (bandiera)     | D     | Javier Olaizola (capitano) |
| 15 | Spagna (bandiera)     | D     | Francisco Soler            |
| 16 | Spagna (bandiera)     | C     | Óscar Arpón                |
| 21 | Jugoslavia (bandiera) | C     | Veljko Paunović            |
| 22 | Argentina (bandiera)  | A     | Leonardo Biagini           |
| 23 | Spagna (bandiera)     | C     | Vicente Engonga            |
| 24 | Argentina (bandiera)  | A     | Ariel López                |
| 26 | Spagna (bandiera)     | D     | Fernando Niño              |
| 27 | Spagna (bandiera)     | A     | Diego Tristán              |
| 30 | Spagna (bandiera)     | A     | Albert Luque               |
| 33 | Argentina (bandiera)  | P     | Leo Franco                 |

## Risultati

### Supercoppa di Spagna 1998
| Arbitro: | López Nieto |

|                        |           |          |
| Dani 57’ Stanković 80’ | Marcatori | 16’ Xavi |

| Arbitro: | Díaz Vega |

|  |           |          |
|  | Marcatori | 29’ Dani |

### Coppa delle Coppe
| Arbitro: | Günter Benkö |

|                     |           |          |
| Vieri 7’ Nedvěd 81’ | Marcatori | 11’ Dani |